# 阴田乡
阴田乡，是中华人民共和国青海省海北藏族自治州门源回族自治县下辖的一个乡镇级行政单位。

## 行政区划
阴田乡下辖以下地区：
上阴田村、大沟口村、大沟脑村、卡子沟村、米麻隆村、措隆滩村和下阴田村。